# 323
Het jaar 323 is het 23e jaar in de 4e eeuw volgens de christelijke jaartelling.

## Gebeurtenissen

### Balkan
- Keizer Constantijn de Grote verslaat in Dacië (huidige Roemenië) de plunderende Goten en de Sarmaten langs de Donaugrens. Hij ontvangt de eretitel Sarmaticus Maximus.

### Europa
- De 18-jarige Crispus, oudste zoon van Constantijn I, voert een succesvolle veldtocht tegen de Alemannen; ze mogen zich als foederati (bondgenoten) vestigen binnen het Romeinse Rijk.

## Geboren
- Constans I, keizer van het Romeinse Rijk (waarschijnlijke datum)